# Кріс Ніколл
Кріс Ніколл (англ. Chris Nicholl, 12 жовтня 1946, Вілмслоу — 24 лютого 2024) — північноірландський футболіст, що грав на позиції захисника. По завершенні ігрової кар'єри — футбольний тренер.
Виступав у елітному англійському дивізіоні за «Астон Віллу» та «Саутгемптон», а також грав за низку нижчолігових команд Англії. Крім того був гравцем національної збірної Північної Ірландії, у складі якої став учасником чемпіонату світу 1982 року.

## Клубна кар'єра
Розпочав кар'єру у клубі Першого дивізіону «Бернлі», але за основну команду так і не зіграв жодного матчу в чемпіонаті.
Згодом з 1966 по 1972 рік грав у за нижчолігові англійські клуби «Віттон Альбіон», «Галіфакс Таун» та «Лутон Таун».
1972 року Кріс перейшов до «Астон Вілли». Відіграв за команду з Бірмінгема наступні п'ять з половиною сезонів своєї ігрової кар'єри і за цей час допоміг команді вийти з Третього до Першого англійського дивізіону, в якому і дебютував у сезоні 1975/76. В тому ж сезоні 20 березня 1976 року Кріс Ніколл забив усі 4 м'ячі в матчі його команди з «Лестер Сіті», що завершився з рахунком 2:2. Більшість часу, проведеного у складі «Астон Вілли», був основним гравцем захисту команди і у 1975 та 1977 роках ставав з командою володарем Кубка англійської ліги.
Влітку 1977 року уклав контракт з «Саутгемптоном», якому в першому ж сезоні 1977/78 допоміг вийти у Перший дивізіон, де і провів наступні п'ять років своєї кар'єри гравця. Граючи у складі «Саутгемптона» також здебільшого виходив на поле в основному складі команди.
Завершив професійну ігрову кар'єру у клубі «Грімсбі Таун» з Другого дивізіону, за який виступав протягом 1983—1984 років.

## Виступи за збірну
Незважаючи на те, що Кріс народився в Англії, 1974 року він дебютував в офіційних матчах у складі національної збірної Північної Ірландії.
У її складі був учасником чемпіонату світу 1982 року в Іспанії, де взяв участь у всіх п'яти матчах своєї команди.
Протягом кар'єри у національній команді, яка тривала 10 років, провів у формі головної команди країни 51 матч, забивши 3 голи.

## Кар'єра тренера
Розпочав тренерську кар'єру невдовзі по завершенні кар'єри гравця, 1985 року, очоливши тренерський штаб клубу «Саутгемптон». Під його керівництвом у клубі розкрились такі зіркові в майбутньому футболісти як Алан Ширер та Метью Ле Тісьє, а також був придбаний воротар Тім Флаверс, який через сім років став найдорожчим воротарем Великої Британії, коли він був проданий в «Блекберн Роверз» за 2,4 млн. фунтів. Проте в плані результатів «святі» не мали серйозних досягнень, найвищим місцем команди стало сьоме у сезоні 1989/90, в інших же сезонах команда завершувала в нижній половині таблиці, тому після завершення сезону 1990/91, в якому команда зайняла 14 місце, Кріс був звільнений.
Після трирічної перерви у серпні 1994 року Ніколл очолив клуб «Волсолл» і в першому ж сезоні вивів команду з четвертого за рівнем дивізіон Англії до третього, де і утримував команду наступні два сезони, поки не покинув її по завершенні сезону 1996/97.
Останнім місцем тренерської роботи Ніколла стала робота в тренерському штабі збірної Північної Ірландії у 1998–2000, куди його запросив головний тренер «зелених» Лорі Макменемі.

## Статистика

### Голи за збірну
| #  | Дата           | Місце                          | Суперник  | Рахунок | Результат | Турнір                 |
| -- | -------------- | ------------------------------ | --------- | ------- | --------- | ---------------------- |
| 1. | 30 жовтня 1974 | «Росунда», Стокгольм           | Швеція    | 1–0     | 2–0       | Кваліфікація Євро-1976 |
| 2. | 2 травня 1979  | «Віндзор Парк», Белфаст        | Болгарія  | 1–0     | 2–0       | Кваліфікація Євро-1980 |
| 3. | 11 червня 1980 | «Сідней Крікет Граунд», Сідней | Австралія | 1–0     | 2–1       | Товариський матч       |

### Тренерська робота
| Команда       | З             | По             | Результат | Результат | Результат | Результат | Результат |
| Команда       | З             | По             | І         | В         | Н         | П         | В %       |
| ------------- | ------------- | -------------- | --------- | --------- | --------- | --------- | --------- |
| «Саутгемптон» | 12 липня 1985 | 22 травня 1991 | 293       | 100       | 86        | 107       | 34,13     |
| «Волсолл»     | 1 серпня 1994 | 21 травня 1997 | 157       | 71        | 41        | 45        | 45,22     |
| Всього        | Всього        | Всього         | 450       | 171       | 127       | 152       | 38,00     |

## Досягнення
- Володар Кубка англійської ліги: 1974/75, 1976/77